# Piazza delle Erbe (Padova)
(Angelo Portenari, Della Felicità di Padova, 1623)

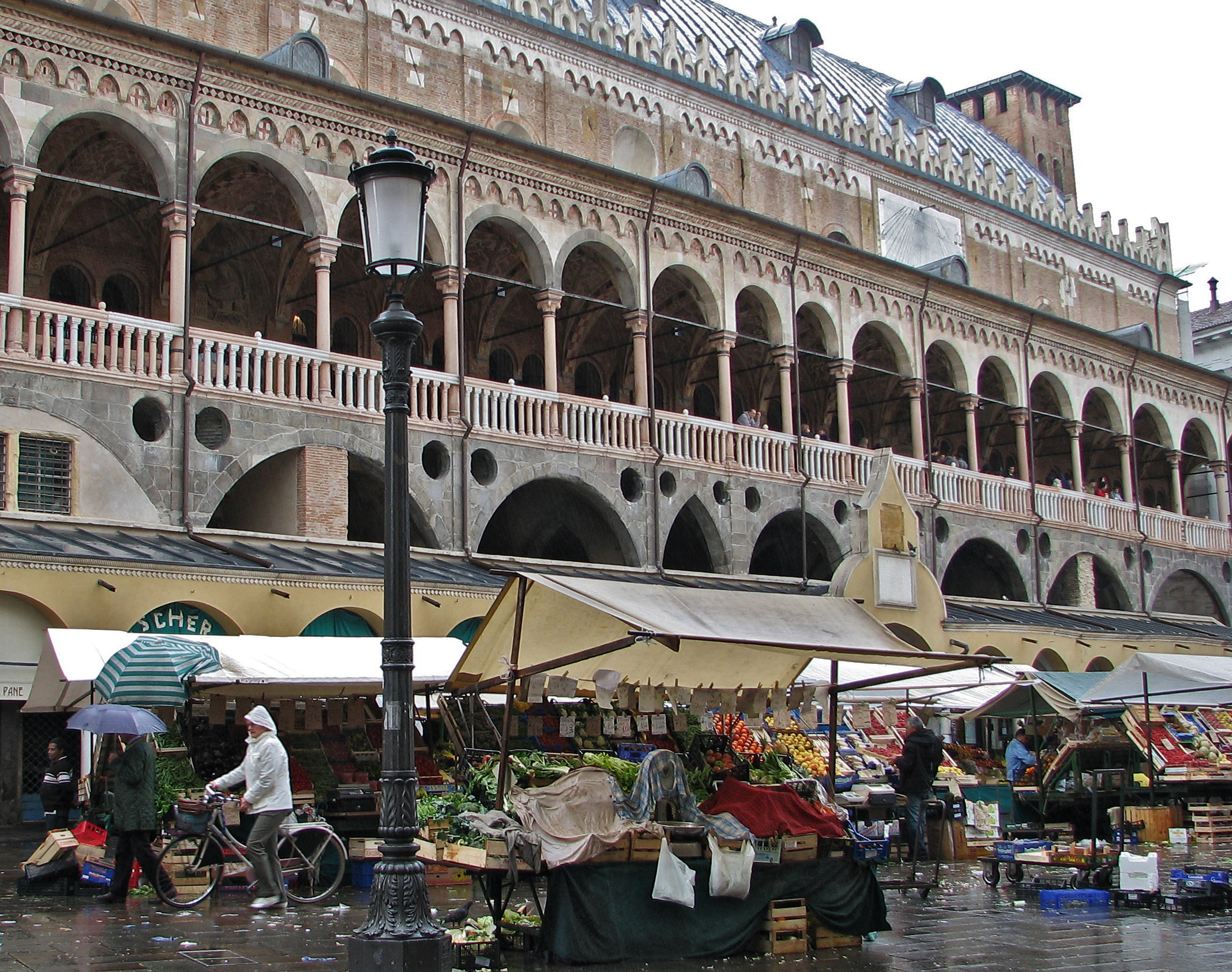
La piazza e il mercato

Piazza delle Erbe chiamata un tempo anche piazza delle Biade o piazza del Vino ma anche piazza della Giustizia è una delle numerose piazze che caratterizzano il centro storico di Padova. Fu per secoli, con piazza della Frutta, il centro commerciale della città. Nelle due piazze si svolge uno dei più grandi mercati d'Italia. A differenza di piazza dei Signori, teatro delle celebrazioni civiche, piazza delle Erbe era sede dei festeggiamenti popolareschi. La piazza è dominata dalla mole del Palazzo della Ragione, parte del grande Palazzo Comunale.

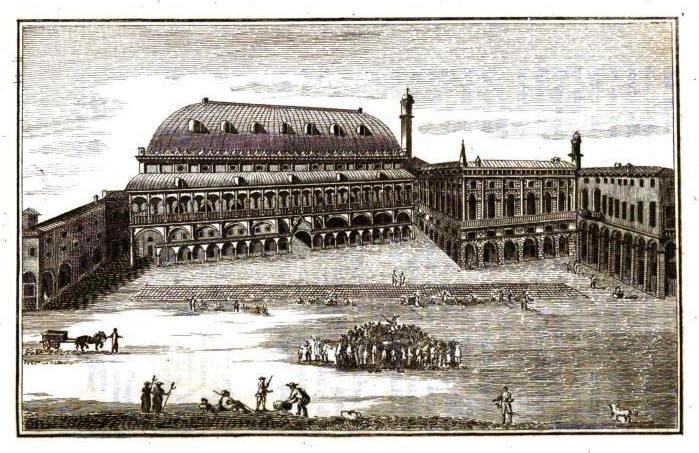
La piazza nel Settecento

## Storia
L'area era vivace in età preromana come testimoniano i numerosi ritrovamenti archeologici. Secondo alcuni era sede di commerci già in età imperiale, ma deve l'attuale conformazione ai secoli X e XI. Lo spazio venne occupato da numerose botteghe e banchi che vendevano ogni genere di merce, dal commestibile ai generi di lusso. Fu con la costruzione del Palazzo della Ragione agli inizi del Duecento che si tentò di disporre i vari punti di vendita: sotto il salone si installarono i venditori di tessuti, di pellicce, mentre ai piedi delle scaloni del palazzo che riguardavano la piazza si installarono i tendoni dei venditori di ferro battuto (la Scala dei Feri, a levante) e di vino (la Scala del Vin, a ponente) mentre nello spazio si installarono i banchi semovibili dei venditori di granaglie e di cuoio. Sotto il Palazzo del Podestà si aprirono le botteghe degli oresi (orefici). Nel 1302 si cercò di ampliare lo spazio con la demolizione del fondaco dei giubbettieri - posto dove ora si trova la fontana - conformando la piazza come la si vede ora, con la particolare posizione prominente del Palazzo del Podestà. Giovanni da Nono nella sua Visio Egidii testimoniò con gran precisione l'ampliamento del Palazzo della Ragione nel 1309 e la disposizione delle botteghe i quel tempo. Nel Settecento si sistemarono le case medievali a meridione, con la rettifica dei porticati. Nel 1874, sul luogo delle prigioni a ponente fu costruito il Palazzo delle Debite mentre agli inizi del Novecento fu conclusa l'ala Moschini sul luogo del trecentesco Fondaco delle Biade.
Nella piazza, sotto al Palazzo del Podestà si trovava un antico pozzo. Nell'agosto del 1785 fu adornato con la vera del pozzo che esisteva in piazza dei Signori, chiuso e spianato quel mese per decoro della piazza. Nel corso dell'800 il pozzo fu oggetto di aspre critiche, soprattutto in merito all'incuria igienica nell'uso delle secchie per attingere l'acqua. Venne definitivamente spianato e coperto da tombino - visibile sul selciato - nel 1930, quando venne costruita l'attuale fontana monumentale.
La piazza, pavimentata nel medioevo, venne lastricata in più riprese nel corso del Settecento e radicalmente nel 1867.
La piazza nel giorno di San Giacomo di ogni anno ospitava fastosamente l'arrivo della Corsa del Palio i "Ludi Carraresi" istituiti dalla cittadinanza nel 1382 per festeggiare la signoria carrarese e commemorare la salita al potere di Giacomo I da Carrara, avvenuta il 28 giugno 1318, giorno della festa di San Giacomo. Il cavaliere che per primo giungeva nella piazza - partito in corsa da Voltabarozzo - avrebbe vinto il pallio, un brano di prezioso tessuto serico, mentre il secondo un'oca giovine, il terzo una civetta. 

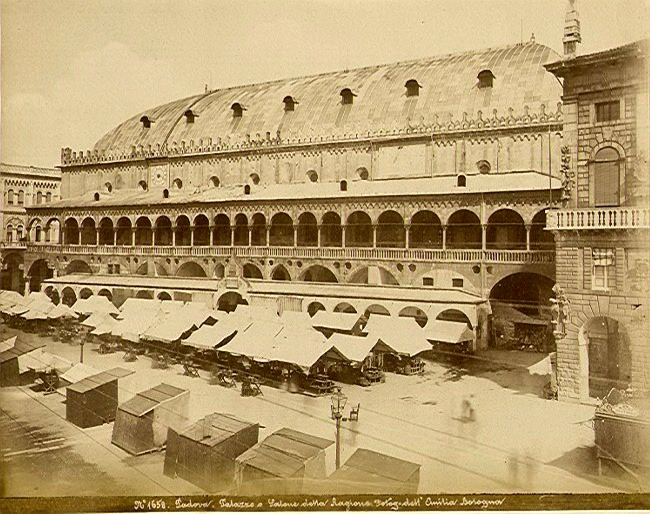
Nell'Ottocento, durante il mercato

Sino al 1864 sulla loggia del Palazzo della Ragione si estraevano i numeri del gioco del Lotto e li venivano declamati alla folla assiepata nella piazza.

## Le esecuzioni capitali

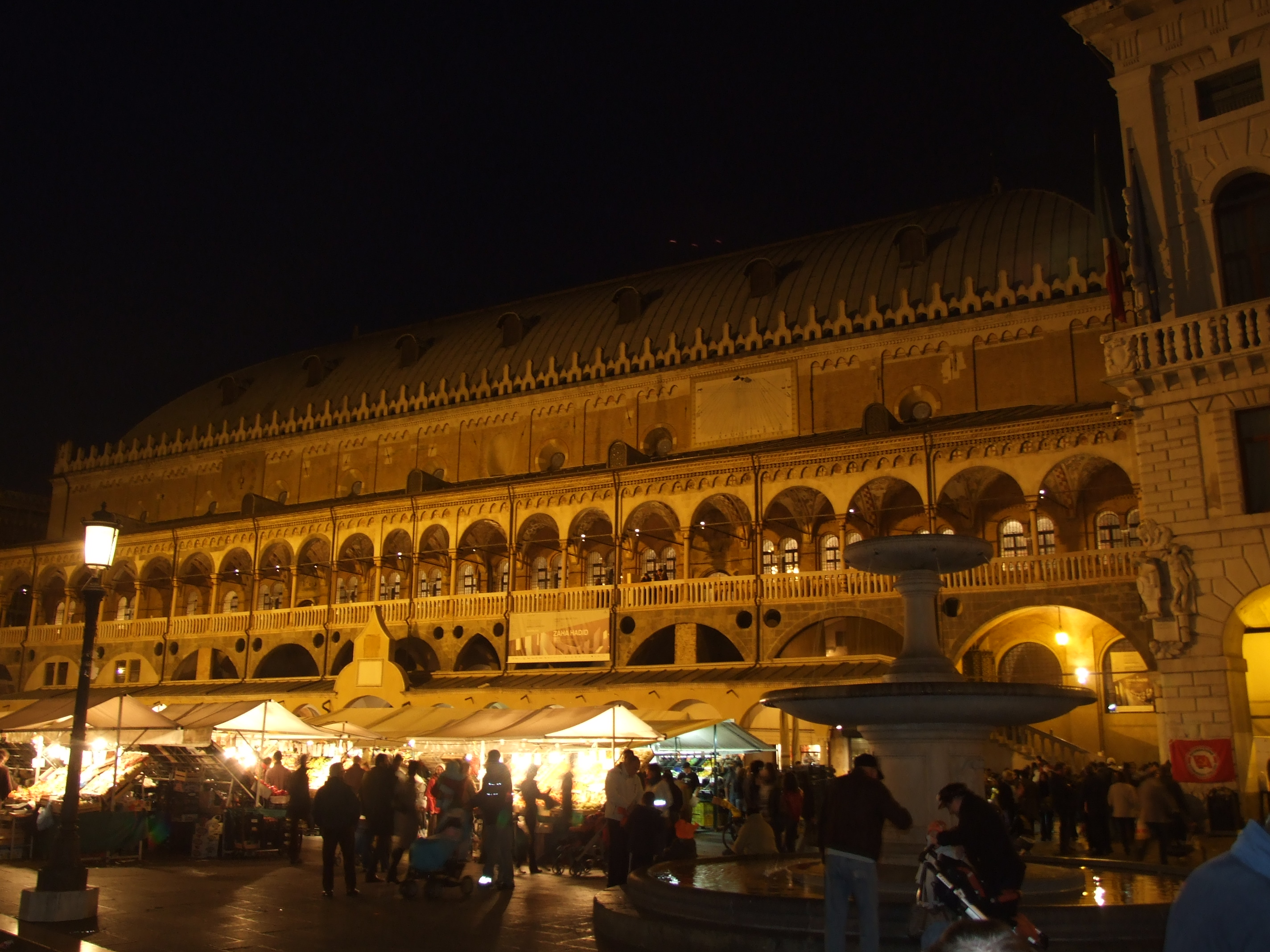
Piazza delle Erbe di notte

La piazza fu teatro delle esecuzioni capitali fin dal medioevo, con Piazza Castello. Era appunto chiamata anche Piazza della Giustizia e la statua della Giustizia con la spada e la bilancia, posta sopra la Torre degli Anziani guardava proprio sul luogo dove veniva montato il palco per le esecuzioni, sotto le finestre del Palazzo del Podestà. Luogo di pena capitale furono anche le logge del Palazzo della Ragione e la scala dei Feri - o della Giustizia, appunto - dove guardava un'altra statua della Giustizia. Ad assistere i condannati erano i Confratelli della Scuola di San Giovanni della morte.
Alcune storiche esecuzioni:
- Il 13 gennaio 1374 vennero decapitati con l'accusa di tradimento Alvise Forzatè e suo figlio Filippo: compita adunque di legiere la sua condanasione, fu tolto misser Luixe Forzatè e menato sovra la piaza dala biava de chavo dala scalla dila iustizia che va verso i feraruoli, dove ivi era distexa una stuora con l'artificio dila iusticia, e fatto misser Luixe ponere sovra dita stura distexo, gli fu per magistro Iacomo da Bologna, manigoldo, tagliato il collo via dal busto, per muodo che l'anima si parti dal corpo. Può fu tolto Filipino Forzatè e menato dal'altro cavo dila scalla, che va giuso ai daci; e per lo simille gli fu tagliato il collo dale spalle, per mudo che mori: i corpi di quali fu portati a sopelire nele sue arche a Santo Agostino (Galeazzo e Bartolomeo Gatari, Cronaca Carrarese).
- Albertino da Peraga nel 1387 fu pubblicamente decapitato sul poggiuolo del palazzo verso la piazza delle biade per essersi schierato con Gian Galeazzo Visconti.[3]
- Nel 1615 Giulio da Napoli, condannato per furto sacrilego commesso ad Anguillara, venne portato su una carretta dal Palazzo della Ragione fino a Porta Santa Croce dove gli si mozzò la mano destra. Fatto ritorno alla piazza con la mano mozza appesa al collo, venne li impiccato ed arso.

## Descrizione

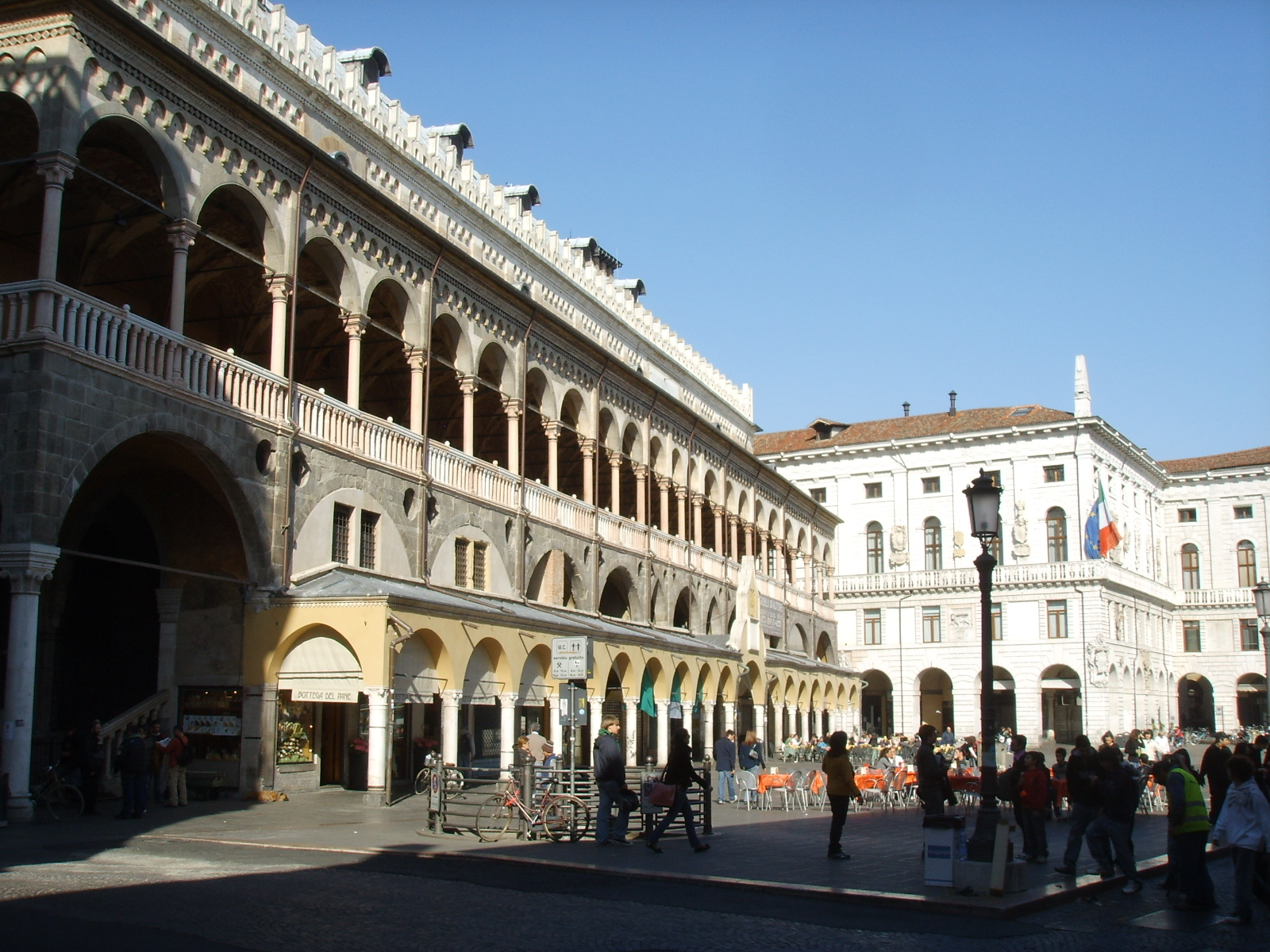
La piazza verso levante

La piazza ha forma trapezoidale, irregolare. Tutti i giorni lavorativi ospita al mattino i banchi del mercato ortofrutticolo. Al pomeriggio numerosi bar occupano lo spazio con sedie e tavolini e vengono occupati da padovani e turisti per il rito dell'aperitivo che anima la piazza sino a tarda sera. 
- A ponente domina il Palazzo delle Debite e l'imbocco dell'antica contrà delle Beccherie Vecchie (ora via Daniele Manin) che corre verso Piazza Duomo.
- A levante domina l'ala Moschini e l'imbocco alla contrà San Canziano verso il Canton del Gallo.
- A meridione si affacciano alte case parallele alla strada carrabile. Sono di età medievale, ma mostrano portici di varie epoche e stili. Monumentali quelli sull'angolo sud-ovest, nei pressi della chiesa di San Canziano. Si aprono verso il ghetto le vie dei Fabbri (detta un tempo Ebrerie) e l'antica strada delle Caneve (ora via Squarcione) dove si trovavano numerose osterie alla buona.
- A settentrione si erge monumentale il Palazzo della Ragione con le numerose logge ed il cinquecentesco Palazzo del Podestà.

## Particolarità

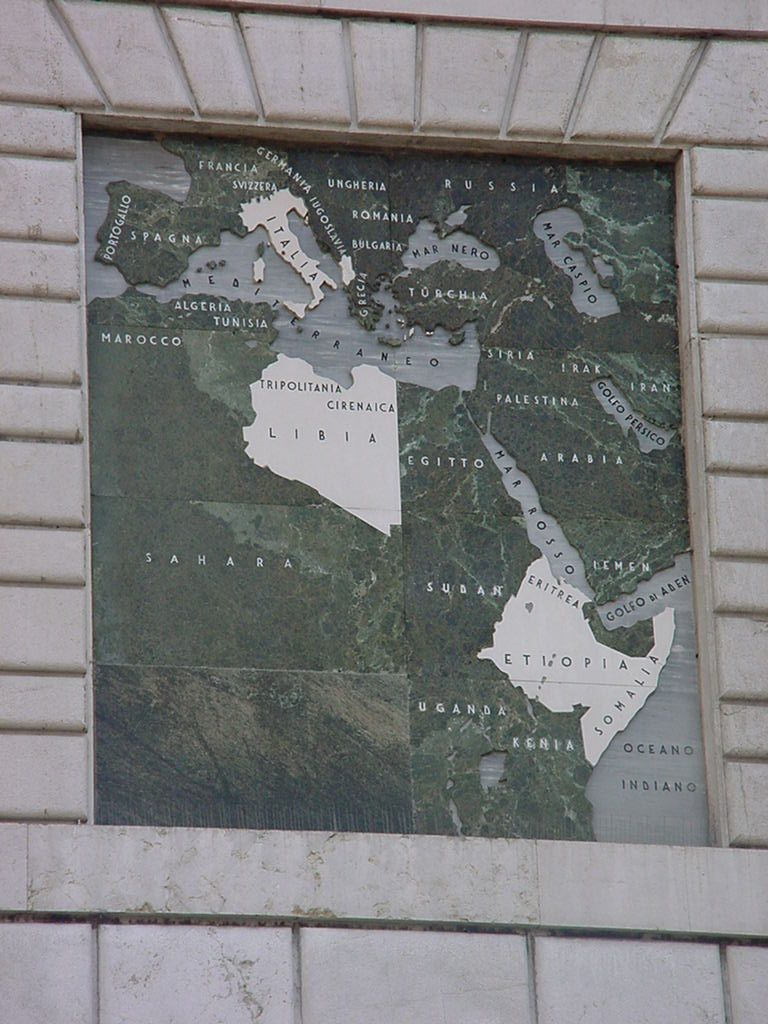
Mappa dell'impero coloniale italiano in Piazza delle Erbe a Padova

Sulla facciata del palazzo in Piazza delle Erbe 52 è stata apposta una mappa rappresentante l'Impero coloniale italiano. La presenza di questa mappa è stata analizzata e discussa all'occasione del laboratorio di “Visual Research Methods” organizzato dall’Università di Padova (2020) e nell'ambito del quale Mackda Ghembremariam Tesfau’ ha prodotto un video sulla presenza di questa mappa nello spazio pubblico di Padova.